# Pico da Serreta
Pico da Serreta é uma elevação vulcânica, com cerca de 338 m de altura máxima, localizada na freguesia açoriana da Serreta, concelho de Angra do Heroísmo, na costa oeste da ilha Terceira, resultante de uma poderosa erupção de lavas traquíticas que formou um enorme domo  cuja escoada lávica associada originou uma coulée que atinge a costa da ilha, estendendo-se por cerca de 970 m desde o extremo leste até ao bordo da falésia costeira. A estrutura é um dos cones vulcânicos secundários do estratovulcão da Serra de Santa Bárbara, disposto sobre uma das fraturas inseridas radialmente nos flancos daquele vulcão.

## Descrição
O Pico da Serreta é um espesso domo traquítico associado a uma escoada do tipo coulée com cerca de 970 m de extensão formado pela erupção de um magma secundário, muito evoluído e por isso muito viscoso, associado à câmara magmática pós-colapso do vulcão de Santa Bárbara. A estrutura é integralmente composta por traquitos, em algumas zonas já muito alterados, dispostos em espessas escoadas lávicas sub-horizontais, intercaladas com alguns piroclastos, estes maioritariamente compostos por pedra-pomes de coloração clara, ocupando uma área de aproximadamente 0,45 km2, com um volume aproximado de 0,02 km3.
Próximo da costa, esta formação geológica eleva-se a 338 metros de altitude acima do nível do mar e entre 30 e 40 m acima dos terrenos vizinhos. Tem origem numa erupção vulcânica, de um magma acídico muito viscoso, de composição traquítica, associada à fase pós-colapso do Vulcão de Santa Bárbara, cuja cumeeira, que se eleva a 1021 metros de altitude, se situa a cerca de 4 km a leste. A erupção ocorreu durante a fase de formação da caldeira secundária do Vulcão de Santa Bárbara, ocorrida há cerca de 10 000 anos.
O Pico da Serreta insere-se entre os múltiplos domos e espessas escoadas lávicas traquíticas (coulées) que afloram no extremo oeste da ilha Terceira, estruturas associadas à conjugação das fraturas radiais do Vulcão de Santa Bárbara com o Rifte da Terceira, grande estrutura tectónica do tipo rift que atravessa aquela região.
No ponto mais alto do domo está instalado um vértice geodésico de 2.ª classe (designado por «Serreta»), localizado nas coordenadas geodésicas (elipsóide GRS80) 38º 44' 47,021658" N e 27º 22' 04,282048" W, com a sua base a 338,072 m acima do nível médio do mar (altitude ortométrica).
O Pico da Serreta está recoberto por uma densa área florestal, onde se misturam matas de Eucalyptus globulus com sub-bosque de quase estreme Pittosporum undulatum com manchas de vegetação natural dominadas por Erica azorica, na sua maior parte formações secundárias resultantes do abandono das práticas de recolha de lenhas que durante alguns séculos ali foram seguidas. A falésia costeira é ocupada por vegetação nativa, dominada por Erica azorica e Festuca petraea, sendo uma importante área de nidificação de cagarros (Calonectris borealis).
A falésia costeira que limita a oeste a coulée tem cerca de 160 m de altura, estando integrada no Parque Natural da Terceira como parte da Área Protegida do Planalto Central e Costa Noroeste (TER11), a qual de inicia na foz da Grota do Alfredo, imediatamente a sul da coulée e se prolonga para norte ao longo da falésia costeira até às imediações de Ponta da Serreta, onde se alarga e se liga ao Biscoito da Fajã e daí ao planalto central da ilha e à Serra de Santa Bárbara.
Todos os anos por altura das festas da freguesia da Serreta, a festas de Nossa Senhora dos Milagres e peregrinação associada que se realiza no segundo fim de semana de setembro, é feita na base deste pico uma tradicional tourada à corda, típica da ilha Terceira. Essa tourada teve o seu início em setembro de 1849, numa segunda-feira e foi promovida pelo fidalgo João Pereira Forjaz de Lacerda. A tourada realiza-se numa praça retangular, relvada, instalada na base da encosta leste do domo, distribuindo-se os espetadores pelos socalcos construídos na encosta. No ano de 1958, na tourada que se realizou na segunda-feira dia 15 de setembro, um grande bloco de traquito que se soltou de um dos socalcos causou a morte a Maria Celeste Ferreira, então com 29 anos de idade.

## Bibiografia
- Mapa dos Açores, Série Regional, 5º Edição ISBN 978-989-556-071-4
- Áreas Ambientais dos Açores, Edição da Secretaria Regional do Ambiente e do Mar, Governo Regional dos Açores ISBN 972-9171-12-2